# Helen Kelesi
Helen Kelesi (née le 15 novembre 1969 à Victoria, Colombie-Britannique) est une joueuse de tennis canadienne, professionnelle de 1985 à 1998.
Elle a joué deux fois les quarts de finale à Roland-Garros, en 1988 et 1989, ses meilleures performances en simple dans des épreuves du Grand Chelem.
13e mondiale en novembre 1989, elle a pendant sa carrière enregistré des succès contre Arantxa Sánchez, Conchita Martínez, Jana Novotná, Manuela Maleeva, Helena Suková ou Pam Shriver, et poussé dans leurs retranchements Chris Evert - lors du tournoi de Tournoi de tennis de Miami en 1989 - et Monica Seles - lors des Internationaux de France de tennis en 1990. 
Atteinte d'une tumeur du cerveau, Helen Kelesi abandonne la compétition en 1995 pour subir diverses opérations. Après un bref retour sur le circuit ITF en 1997-1998, elle devient monitrice de tennis puis journaliste et commentatrice sportive.
Helen Kelesi a remporté quatre titres WTA (deux en simple, deux en double dames).

## Palmarès

### Titres en simple dames
| No | Date       | Nom et lieu du tournoi    | Catégorie | Dotation | Surface      | Finaliste     | Score    |          |
| -- | ---------- | ------------------------- | --------- | -------- | ------------ | ------------- | -------- | -------- |
| 1  | 13/10/1986 | Japan Open, Tokyo         |           | 50 000 $ | Dur (ext.)   | Bettina Fulco | 6-2, 6-2 | Parcours |
| 2  | 25/04/1988 | Citta di Taranto, Tarente | Tier V    | 50 000 $ | Terre (ext.) | Laura Garrone | 6-1, 6-0 | Parcours |

### Finales en simple dames
| No | Date       | Nom et lieu du tournoi                          | Catégorie | Dotation  | Surface      | Vainqueure        | Score         |          |
| -- | ---------- | ----------------------------------------------- | --------- | --------- | ------------ | ----------------- | ------------- | -------- |
| 1  | 19/08/1985 | Virginia Slims of Central New York, Monticello  |           | 75 000 $  | Dur (ext.)   | Barbara Potter    | 4-6, 6-3, 6-2 | Parcours |
| 2  | 02/05/1988 | Italian Open, Rome                              | Tier IV   | 200 000 $ | Terre (ext.) | Gabriela Sabatini | 6-1, 6-7, 6-1 | Parcours |
| 3  | 01/08/1988 | Pringles Light Classic, Cincinnati              | Tier III  | 250 000 $ | Dur (ext.)   | Barbara Potter    | 6-2, 6-2      | Parcours |
| 4  | 24/04/1989 | International Championships of Spain, Barcelone | Tier V    | 100 000 $ | Terre (ext.) | Arantxa Sánchez   | 6-2, 5-7, 6-1 | Parcours |
| 5  | 06/11/1989 | Virginia Slims of Nashville, Nashville          | Tier V    | 100 000 $ | Dur (int.)   | Leila Meskhi      | 6-2, 6-3      | Parcours |
| 6  | 21/05/1990 | Geneva European Open, Genève                    | Tier IV   | 150 000 $ | Terre (ext.) | Barbara Paulus    | 2-6, 7-5, 7-6 | Parcours |
| 7  | 20/05/1991 | Geneva European Open, Genève                    | Tier IV   | 150 000 $ | Terre (ext.) | Manuela Maleeva   | 6-3, 3-6, 6-3 | Parcours |

### Titres en double dames
| No | Date       | Nom et lieu du tournoi     | Catégorie | Dotation  | Surface      | Partenaire   | Finalistes                  | Score    |          |
| -- | ---------- | -------------------------- | --------- | --------- | ------------ | ------------ | --------------------------- | -------- | -------- |
| 1  | 07/05/1990 | Peugeot Open Cup Rome      | Tier I    | 500 000 $ | Terre (ext.) | Monica Seles | Laura Garrone Laura Golarsa | 6-3, 6-4 | Parcours |
| 2  | 15/10/1990 | Arizona Classic Scottsdale | Tier IV   | 150 000 $ | Dur (ext.)   | Elise Burgin | Sandy Collins Ronni Reis    | 6-4, 6-2 | Parcours |

### Finales en double dames
| No | Date       | Nom et lieu du tournoi            | Catégorie | Dotation  | Surface      | Vainqueures                      | Partenaire       | Score         |          |
| -- | ---------- | --------------------------------- | --------- | --------- | ------------ | -------------------------------- | ---------------- | ------------- | -------- |
| 1  | 25/04/1988 | Citta di Taranto Tarente          | Tier V    | 50 000 $  | Terre (ext.) | Andrea Betzner Claudia Porwik    | Laura Garrone    | 6-1, 6-2      | Parcours |
| 2  | 01/08/1988 | Pringles Light Classic Cincinnati | Tier III  | 250 000 $ | Dur (ext.)   | Beth Herr Candy Reynolds         | Lindsay Bartlett | 4-6, 7-6, 6-1 | Parcours |
| 3  | 30/07/1990 | Canadian Open Montréal            | Tier I    | 500 000 $ | Dur (ext.)   | Betsy Nagelsen Gabriela Sabatini | Raffaella Reggi  | 3-6, 6-2, 6-2 | Parcours |

## Parcours en Grand Chelem

### En simple dames
| Année | Open d'Australie (janvier) | Open d'Australie (janvier) | Internationaux de France | Internationaux de France | Wimbledon       | Wimbledon          | US Open         | US Open            | Open d'Australie (décembre) | Open d'Australie (décembre) |
| ----- | -------------------------- | -------------------------- | ------------------------ | ------------------------ | --------------- | ------------------ | --------------- | ------------------ | --------------------------- | --------------------------- |
| 1985  | n/a                        | n/a                        | 1er tour (1/64)          | Kateřina Skronská        | 1er tour (1/64) | Peanut Louie       | 1er tour (1/64) | Anne White         | -                           | -                           |
| 1986  | n/a                        | n/a                        | 1er tour (1/64)          | Mary Joe Fernández       | 2e tour (1/32)  | Catarina Lindqvist | 3e tour (1/16)  | Bonnie Gadusek     | n/a                         | n/a                         |
| 1987  | 2e tour (1/32)             | Camille Benjamin           | 4e tour (1/8)            | Steffi Graf              | 1er tour (1/64) | Manuela Maleeva    | 3e tour (1/16)  | Catarina Lindqvist | n/a                         | n/a                         |
| 1988  | -                          | -                          | 1/4 de finale            | Gabriela Sabatini        | 1er tour (1/64) | Gretchen Rush      | 2e tour (1/32)  | Zina Garrison      | n/a                         | n/a                         |
| 1989  | -                          | -                          | 1/4 de finale            | Mary Joe Fernández       | 1er tour (1/64) | Shaun Stafford     | 1er tour (1/64) | Sandra Wasserman   | n/a                         | n/a                         |
| 1990  | 3e tour (1/16)             | Rachel McQuillan           | 2e tour (1/32)           | Monica Seles             | 1er tour (1/64) | Jennifer Capriati  | 2e tour (1/32)  | Shaun Stafford     | n/a                         | n/a                         |
| 1991  | -                          | -                          | 3e tour (1/16)           | Rachel McQuillan         | 1er tour (1/64) | Jo Durie           | 2e tour (1/32)  | Sara Gomer         | n/a                         | n/a                         |
| 1992  | 1er tour (1/64)            | Linda Wild                 | -                        | -                        | -               | -                  | 1er tour (1/64) | Zina Garrison      | n/a                         | n/a                         |
| 1993  | -                          | -                          | 1er tour (1/64)          | Katerina Maleeva         | 3e tour (1/16)  | Steffi Graf        | 1er tour (1/64) | Rene Simpson       | n/a                         | n/a                         |
| 1994  | 2e tour (1/32)             | Jana Novotná               | 1er tour (1/64)          | Li Fang                  | 1er tour (1/64) | Petra Langrová     | 1er tour (1/64) | Eugenia Maniokova  | n/a                         | n/a                         |

À droite du résultat, l’ultime adversaire.

### En double dames
| Année | Open d'Australie             | Open d'Australie        | Internationaux de France      | Internationaux de France  | Wimbledon                     | Wimbledon                  | US Open                     | US Open                    |
| ----- | ---------------------------- | ----------------------- | ----------------------------- | ------------------------- | ----------------------------- | -------------------------- | --------------------------- | -------------------------- |
| 1987  | 1er tour (1/16) M. Bollegraf | J. Mundel Gretchen Rush | 1er tour (1/32) V. Ruzici     | Paula Smith Niurka Sodupe | 2e tour (1/16) C. Bassett     | Neige Dias P. Tarabini     | 1er tour (1/32) M. Gurney   | Zina Garrison Lori McNeil  |
| 1988  | -                            | -                       | 2e tour (1/16) M. Jaggard     | N. Herreman P. Paradis    | 2e tour (1/16) C. Tanvier     | Jana Novotná C. Suire      | 1er tour (1/32) L. Bartlett | Kohde-Kilsch Helena Suková |
| 1989  | -                            | -                       | 1/4 de finale C. Suire        | L. Savchenko N. Zvereva   | 1er tour (1/32) Jo-Anne Faull | Lise Gregory Gretchen Rush | -                           | -                          |
| 1990  | -                            | -                       | -                             | -                         | 1er tour (1/32) Monica Seles  | Ann Devries K. Godridge    | 2e tour (1/16) Monica Seles | A. Sánchez Robin White     |
| 1991  | -                            | -                       | 1er tour (1/32) Kathy Rinaldi | Julie Halard Anke Huber   | 1er tour (1/32) Jill Smoller  | Kohde-Kilsch Elna Reinach  | 2e tour (1/16) Caroline Vis | Leila Meskhi Mercedes Paz  |
| 1992  | 2e tour (1/16) Nicole Arendt | R. McQuillan C. Porwik  | -                             | -                         | -                             | -                          | -                           | -                          |

Sous le résultat, la partenaire ; à droite, l’ultime équipe adverse.

### En double mixte
| Année | Open d'Australie | Open d'Australie | Internationaux de France  | Internationaux de France  | Wimbledon                     | Wimbledon                | US Open | US Open |
| ----- | ---------------- | ---------------- | ------------------------- | ------------------------- | ----------------------------- | ------------------------ | ------- | ------- |
| 1986  | n/a              | n/a              | -                         | -                         | 2e tour (1/16) Brad Drewett   | W. Turnbull John Lloyd   | -       | -       |
| 1987  | -                | -                | -                         | -                         | 2e tour (1/16) Grant Connell  | Jaime Kaplan K. Evernden | -       | -       |
| 1988  | -                | -                | 2e tour (1/16) Rick Leach | P. Etchemendy J. Fleurian | 1er tour (1/32) Grant Connell | M. Jaggard M. Woodforde  | -       | -       |

Sous le résultat, le partenaire ; à droite, l’ultime équipe adverse.

## Parcours aux Masters

### En simple dames
| # | Date       | Nom de l'édition                      | ($)       | Surface         | Résultat       | Ultime adversaire | Score         |          |
| - | ---------- | ------------------------------------- | --------- | --------------- | -------------- | ----------------- | ------------- | -------- |
| 1 | 14/11/1988 | Virginia Slims Championships New York | 1 000 000 | Moquette (int.) | 1er tour (1/8) | Natasha Zvereva   | 6-2, 1-6, 6-2 | Parcours |
| 2 | 13/11/1989 | Virginia Slims Championships New York | 1 000 000 | Moquette (int.) | 1er tour (1/8) | Zina Garrison     | 6-3, 6-1      | Parcours |

## Parcours aux Jeux olympiques

### En simple dames
| # | Date       | Nom de l'olympiade         | Surface    | Résultat        | Ultime adversaire | Score    |          |
| - | ---------- | -------------------------- | ---------- | --------------- | ----------------- | -------- | -------- |
| 1 | 20/09/1988 | Olympic Tennis Event Séoul | Dur (ext.) | 1er tour (1/32) | Gisele Miro       | 7-5, 7-5 | Parcours |

## Parcours en Coupe de la Fédération
| #                                                                        | Date       | Lieu      | Surface                        | Gagnante(s)                        | Perdante(s)                    | Score         |          |
|                                                                          |            |           |                                |                                    |                                |               |          |
| 1986 - 1er tour (groupe mondial) - Pays-Bas - Canada - 1 : 2             |            |           |                                |                                    |                                |               |          |
| 1                                                                        | 22/07/1986 | Prague    | Terre (ext.)                   | Hellas Ter Riet                    | Helen Kelesi                   | 6-2, 7-65     | Parcours |
|                                                                          |            |           |                                |                                    |                                |               |          |
| 1986 - 2e tour (groupe mondial) - Autriche - Canada - 3 : 0              |            |           |                                |                                    |                                |               |          |
| 2                                                                        | 22/07/1986 | Prague    | Terre (ext.)                   | Judith Wiesner                     | Helen Kelesi                   | 6-2, 6-3      | Parcours |
|                                                                          |            |           |                                |                                    |                                |               |          |
| 1987 - 1er tour (groupe mondial) - Canada - Pays-Bas - 3 : 0             |            |           |                                |                                    |                                |               |          |
| 3                                                                        | 28/07/1987 | Vancouver |                                | Helen Kelesi                       | Van der Torre                  | 6-4, 6-2      | Parcours |
|                                                                          |            |           |                                |                                    |                                |               |          |
| 1987 - 2e tour (groupe mondial) - Canada - URSS - 2 : 1                  |            |           |                                |                                    |                                |               |          |
| 4                                                                        | 28/07/1987 | Vancouver |                                | Helen Kelesi                       | Natasha Zvereva                | 3-6, 6-4, 6-3 | Parcours |
| 4                                                                        | 28/07/1987 | Vancouver | Jill Hetherington Helen Kelesi | Svetlana Cherneva Larisa Savchenko | 6-4, 6-3                       |               | Parcours |
|                                                                          |            |           |                                |                                    |                                |               |          |
| 1987 - 1/4 de finale (groupe mondial) - Canada - Tchécoslovaquie - 1 : 2 |            |           |                                |                                    |                                |               |          |
| 5                                                                        | 28/07/1987 | Vancouver |                                | Helen Kelesi                       | Helena Suková                  | 4-6, 6-1, 6-2 | Parcours |
| 5                                                                        | 28/07/1987 | Vancouver | Hana Mandlíková Helena Suková  | Jill Hetherington Helen Kelesi     | 7-63, 6-2                      |               | Parcours |
|                                                                          |            |           |                                |                                    |                                |               |          |
| 1988 - 1er tour (groupe mondial) - Canada - Corée du Sud - 2 : 1         |            |           |                                |                                    |                                |               |          |
| 6                                                                        | 05/12/1988 | Melbourne |                                | Helen Kelesi                       | Park Mal-Sim                   | 6-1, 6-2      | Parcours |
| 6                                                                        | 05/12/1988 | Melbourne | Kim Il-soon Lee Jeong-myung    | Helen Kelesi Rene Simpson          | 6-4, 7-65                      |               | Parcours |
|                                                                          |            |           |                                |                                    |                                |               |          |
| 1988 - 2e tour (groupe mondial) - Canada - Finlande - 3 : 0              |            |           |                                |                                    |                                |               |          |
| 7                                                                        | 05/12/1988 | Melbourne |                                | Helen Kelesi                       | Petra Thoren                   | 6-4, 6-1      | Parcours |
| 7                                                                        | 05/12/1988 | Melbourne | Jill Hetherington Helen Kelesi | Anne Aallonen Nanne Dahlman        | 6-1, 6-1                       |               | Parcours |
|                                                                          |            |           |                                |                                    |                                |               |          |
| 1988 - 1/4 de finale (groupe mondial) - Canada - Suède - 3 : 0           |            |           |                                |                                    |                                |               |          |
| 8                                                                        | 05/12/1988 | Melbourne |                                | Helen Kelesi                       | Catarina Lindqvist             | 6-4, 6-4      | Parcours |
| 8                                                                        | 05/12/1988 | Melbourne | Jill Hetherington Helen Kelesi | Catarina Lindqvist Maria Lindström | 6-3, 6-0                       |               | Parcours |
|                                                                          |            |           |                                |                                    |                                |               |          |
| 1988 - 1/2 finale (groupe mondial) - Tchécoslovaquie - Canada - 3 : 0    |            |           |                                |                                    |                                |               |          |
| 9                                                                        | 05/12/1988 | Melbourne |                                | Helena Suková                      | Helen Kelesi                   | 6-0, 6-1      | Parcours |
| 9                                                                        | 05/12/1988 | Melbourne | Jana Novotná Jana Pospíšilová  | Helen Kelesi Rene Simpson          | 7-63, 6-2                      |               | Parcours |
|                                                                          |            |           |                                |                                    |                                |               |          |
| 1989 - 1er tour (groupe mondial) - Canada - Brésil - 2 : 1               |            |           |                                |                                    |                                |               |          |
| 10                                                                       | 03/10/1989 | Tokyo     | Dur (ext.)                     | Helen Kelesi                       | Gisele Miro                    | 6-4, 6-1      | Parcours |
| 10                                                                       | 03/10/1989 | Tokyo     | Dur (ext.)                     | Jill Hetherington Helen Kelesi     | Gisele Miro Luciana Tella      | 6-1, 6-4      | Parcours |
|                                                                          |            |           |                                |                                    |                                |               |          |
| 1989 - 2e tour (groupe mondial) - URSS - Canada - 2 : 1                  |            |           |                                |                                    |                                |               |          |
| 11                                                                       | 03/10/1989 | Tokyo     | Dur (ext.)                     | Helen Kelesi                       | Leila Meskhi                   | 6-1, 7-5      | Parcours |
| 11                                                                       | 03/10/1989 | Tokyo     | Dur (ext.)                     | Larisa Savchenko Natasha Zvereva   | Jill Hetherington Helen Kelesi | 6-0, 6-2      | Parcours |
|                                                                          |            |           |                                |                                    |                                |               |          |
| 1990 - 1er tour (groupe mondial) - Canada - Espagne - 1 : 2              |            |           |                                |                                    |                                |               |          |
| 12                                                                       | 23/07/1990 | Atlanta   | Dur (ext.)                     | Arantxa Sánchez                    | Helen Kelesi                   | 6-3, 6-2      | Parcours |
|                                                                          |            |           |                                |                                    |                                |               |          |
| 1992 - 1er tour (groupe mondial) - Canada - Afrique du Sud - 2 : 1       |            |           |                                |                                    |                                |               |          |
| 13                                                                       | 14/07/1992 | Francfort | Terre (ext.)                   | Mariaan de Swardt Elna Reinach     | Jill Hetherington Helen Kelesi | 6-4, 6-3      | Parcours |
|                                                                          |            |           |                                |                                    |                                |               |          |
| 1992 - 2e tour (groupe mondial) - Canada - Espagne - 1 : 2               |            |           |                                |                                    |                                |               |          |
| 14                                                                       | 15/07/1992 | Francfort | Terre (ext.)                   | Helen Kelesi                       | Conchita Martínez              | 7-64, 6-2     | Parcours |
|                                                                          |            |           |                                |                                    |                                |               |          |
| 1993 - 1er tour (groupe mondial) - Canada - France - 1 : 2               |            |           |                                |                                    |                                |               |          |
| 15                                                                       | 19/07/1993 | Francfort | Terre (ext.)                   | Helen Kelesi                       | Julie Halard                   | 6-2, 7-5      | Parcours |
|                                                                          |            |           |                                |                                    |                                |               |          |
| 1993 - Barrage (groupe mondial I) - Uruguay - Canada - 0 : 3             |            |           |                                |                                    |                                |               |          |
| 16                                                                       | 20/07/1993 | Francfort | Terre (ext.)                   | Helen Kelesi                       | Patricia Miller                | 2-6, 6-3, 6-2 | Parcours |
|                                                                          |            |           |                                |                                    |                                |               |          |
| 1994 - 2e tour (groupe mondial) - Canada - États-Unis - 0 : 3            |            |           |                                |                                    |                                |               |          |
| 17                                                                       | 21/07/1994 | Francfort | Terre (ext.)                   | Mary Joe Fernández                 | Helen Kelesi                   | 6-1, 4-1, ab. | Parcours |

## Classements WTA en fin de saison

### En simple
| Année | 1985 | 1986 | 1987 | 1988 | 1989 | 1990 | 1991 | 1992 | 1993 | 1994 | 1997 |
| Rang  | 48   | 39   | 32   | 19   | 13   | 25   | 29   | 128  | 49   | 124  | 763  |

Source : (en) « Classements de Helen Kelesi », sur le site officiel du WTA Tour

### En double
| Année | 1986 | 1987 | 1988 | 1989 | 1990 | 1991 | 1992 | 1993 |
| Rang  | 133  | 101  | 66   | 91   | 30   | 99   | 344  | 690  |

Source : (en) « Classements de Helen Kelesi », sur le site officiel du WTA Tour